# Yahoo!チャット
Yahoo!チャット（ヤフーチャット）とは、Yahoo! JAPANが運営していたチャットサイト。2000年から2014年までサービス提供していた。
Yahoo!チャットを利用するには、Yahoo! JAPAN IDの取得と、Yahoo!メッセンジャーが必要であった。

## 概要

### サービス開始からYahoo!メッセンジャーへの統合
2000年にサービス開始。Yahoo!チャットの開設当初は、ウェブブラウザからチャットが行えるサービスであった。
2001年からは、ウェブブラウザと、Yahoo!メッセンジャー向けの2種類のユーザーインターフェースを提供してきた。
しかしYahoo!チャットはYahoo!メッセンジャーを使って利用するユーザーが多いこと、またYahoo!メッセンジャー上でのサービス拡充計画を理由に、ヤフーは2007年3月2日付で、同年4月3日をもってYahoo!チャットをYahoo!メッセンジャーへ統合し、ウェブブラウザからのアクセスを終了、Yahoo!メッセンジャー経由経由へ一本化することを発表。これによりYahoo!チャットは、Yahoo!メッセンジャーに付帯するチャット機能となった。

### Yahoo!メッセンジャーと共にサービス終了
ヤフー株式会社は2014年1月8日付で「利用者減少によるサービスの維持困難」を理由に、同年3月26日15時をもってYahoo!メッセンジャーをサービス終了することを発表した。Yahoo!メッセンジャーは予定通り、同日をもってサービス終了。サービス終了後はすべてのYahoo!メッセンジャー（Web版、Windows版、Mac版、iPhone版）にログインできなくなるため、カカオトークなどへの移行をユーザーへ呼びかけた。
Yahoo!メッセンジャーのサービス終了に伴い、Yahoo!チャットも同時に、2014年3月26日15時をもってサービス終了した。

## 主な機能
- 無視機能 - 特定のハンドルネームのユーザーの発言を無視できる。また、短期間に多数のログを流すと自動的に無視される。
- ボイスチャット機能 - マイクを利用してチャットルーム参加者と音声会話できる。無視機能により無視される人数が多くなるとボイスチャットの優先権を失う。
- ファイル送信機能 - チャットしている相手にファイルを送信できる。
- ビデオ機能 - チャットルーム参加者に動画を見せることができる。動画を公開しているユーザーがいると、チャットルームにテレビのようなマークが表示される[1]。
- ユーザールーム作成機能 - 好きなジャンルに「ユーザールーム」を作成できる[1]。作成者の設定により、選択した特定の利用者のみが入室できる「セキュアルーム」機能、Yahoo!メッセンジャーやブラウザからルームを見えなくする「プライベートルーム」機能を有効にできる。

## カテゴリ
下記のカテゴリがあり（サブカテゴリを持つカテゴリもある）、その中に公式ルーム「Yahoo!ルーム」と、その他にユーザーが「ユーザールーム」を作成できた。
「ユーザールーム」は個人開設であることから「部屋」と呼ばれたり、あるいは公式「Yahoo!ルーム」と区別する意味で「ユザル」と略称された。
カテゴリ・サブカテゴリと、チャットルームは以下のとおり。特記なきものは公式ルーム「Yahoo!ルーム」。

### 注目のチャットルーム
その時々で参加ユーザーが多いなど、注目されているチャットルームをピックアップするカテゴリ。

### Yahoo!チャット
- 賛成/反対 - その時々の時事問題などについて賛成・反対意見を募るルーム[1]。
- 仕事中 - 仕事中の人が参加するルーム[1]。

### エンターテインメント
- エンターテインメント全般[1]
- テーマパーク、遊園地[1]
- 占い[1]
- 俳優、女優[1]
- 本、雑誌[1]

#### コミックとアニメーション
- コミックとアニメーション全般[1]
- アニメ[1]
- 漫画、コミック[1]

#### テレビ
- テレビ全般[1]
- ドラマ番組[1]
- バラエティ番組[1]
- 韓国ドラマ[1]

#### 映画
- 映画[1]
- 映画祭[1]
その他、名作映画やその時々の話題作のルームがあった[1]。

#### 音楽
- 音楽全般[1]
- クラシック[1]
- ロック、ポップス[1]
- ジャパニーズポップス[1]
- カラオケ[1]
音楽カテゴリの「ユーザールーム」では、DJのように自分の好きな音楽を流すユーザーが多かった。

#### 芸能人、タレント
- 芸能人、タレント[1]
- ジャニーズ[1]
その他、その時々の人気タレント・アイドルなどのルームがあった[1]。

### コンピュータとインターネット
- コンピュータ全般[1]
- Yahoo!アバター[1] - Yahoo!JAPANが提供していたアバター作成サービス「Yahoo!アバター」に関するルーム。
- Yahoo!知恵袋[1]
- Macintosh[1]
- Windows[1]
- チャット初心者 - 文字通りチャット初心者向けルーム。サブタイトルは「最初はここから」。非常に多数の公式ルームがあった[1]。
- パソコン初心者 -  文字通りパソコン初心者向けルーム。サブタイトルは「教えてくれるひとも募集」。複数の公式ルームがあった[1]。
- タイピング練習 - キーボードタイピングに不慣れなユーザー向けの部屋。サブタイトルは「ゆっくり打って、楽しく話そ」。チャットでは高速タイピングが求められるが、初心者がゆっくり打ちながら会話しつつ、タイピング練習をするためのルーム。複数の公式ルームがあった[1]。
当カテゴリの 「ユーザールーム」には、個人作成（作者名非公開）のAIチャットボット「ゆりちゃん」と会話できる「ゆりちゃんのお部屋」が存在した。AI「ゆりちゃん」はチャットルームに常駐し、ユーザーが入室すると「こんにちは！ゆりちゃんのお部屋へようこそ♪」などと挨拶するほか、AIとユーザーの会話が楽しめた。
しかし当時はまだ、AIに対する社会的関心が低かったこと、また多くのユーザーは「人間の話し相手」を求めていたことから、同ルームのユーザーは少なく、AI技術に関心を持つごく少数の常連に限られた。
なお、AI「ゆりちゃん」は、途中でバージョンアップが行われ、ニュースサイトから最近のニュースを取得し、ニュースについて説明・会話する機能が追加された。
「ゆりちゃんのお部屋」の開設年は不明だが、2007年2月2日時点でのアーカイブには掲載されていない[1]。商用サイト内のチャットルームにおけるAIチャットボットの運用としては、2000年代後半から2010年代前半という極めて早期の事例であり特筆されるが、Yahoo!チャット自体の閉鎖により「ゆりちゃんのお部屋」も同時に閉鎖された。

#### ネットカフェ
- ネットカフェ[1]
- Yahoo! Cafe[1]

### スポーツ、レジャー
- スポーツ、レジャー全般[1]
- 旅行[1]
- 自動車[1]
- オートバイ[1]

#### ギャンブル
- ギャンブル全般[1]
- パチンコ、パチスロ[1]
- 競馬[1]
- 競輪[1]
- 競艇[1]

#### スポーツ
- ゴルフ[1]
- バスケットボール[1]
- スキー[1]
- スノーボード[1]
- 格闘技[1]
- F1[1]
- INDY JAPAN[1]
- オリンピック応援[1]

##### サッカー
- サッカー[1]
- Jリーグ[1]
- 日本代表[1]

##### 野球
- 野球[1]
- メジャーリーグ[1]

###### プロ野球
- 読売ジャイアンツ[1]
- ヤクルトスワローズ[1]
- 横浜ベイスターズ[1]
- 中日ドラゴンズ[1]
- 阪神タイガース[1]
- 広島東洋カープ[1]
- 北海道日本ハムファイターズ[1]
- 東北楽天ゴールデンイーグルス[1]
- 千葉ロッテマリーンズ[1]
- 西武ライオンズ[1]
- オリックス・バファローズ[1]
- 福岡ソフトバンクホークス[1]
日本のプロ野球全12球団の公式ルームがあった[1]。

### ビジネスと経済
- ビジネスと経済全般[1]
- 株式[1]
- 不動産[1]
- 起業[1]
- 職場[1]
- 就職[1]
- 転職[1]

### ホビー
- ホビー全般[1]

#### ゲーム
- ゲーム全般[1]
- ダーツ[1]
- 麻雀[1]
- テレビゲーム[1]
- 東京ゲームショウ[1]
- Yahoo!ファイター[1]
- ドラゴンクエスト[1]
- ファイナルファンタジー[1]
- ポケットモンスター[1]
- ラグナロクオンライン[1]

### 家庭と住まい
- 家庭と住まい全般[1]
- 家族[1]
- 育児[1]
- ガーデニング[1]

#### ペット、動物
- ペット、動物[1]
- イヌ[1]
- ネコ[1]

### 科学
- 科学全般[1]
- 宇宙探査[1]
- 天気[1]
- 心理学[1]
- オルタナティブ - 超常現象、UFO、UMAなどを扱う[1]。

### 学校と教育
- 学校と教育全般[1]
- 小学校[1]
- 中学校[1]
- 高校[1]
- 大学[1]
- 受験[1]
- 資格、試験[1]
- 英会話 - 複数の公式ルームがあった[1]。

### 芸術と人文
- ファッション[1]
- 写真[1]
- 手芸、テキスタイル[1]
- 哲学、思想[1]

### 健康と医学
- 健康全般[1]
- メンタルヘルス - 複数の公式ルームがあった[1]。
- ダイエット[1]
- フィットネス[1]
- 美容[1]
- 妊娠、出産[1]
- 介護[1]

### 出会い
- 恋愛[1]
- 結婚[1]
- 世代別[1]
- 星座[1]
- 血液型[1]
「ユーザールーム」にはアダルトチャットルームも多数あった[1]。

### 政治
- 政治全般 - 複数の公式ルームがあった[1]。
- 軍事[1]
- 税[1]
- 地方自治
- 市民参加 - 住民投票などの市民参加を考えるルーム[1]。

### 生活と文化
- 生活と文化全般[1]
- グルメ、ドリンク[1]
- 新世紀 - サブタイトルは「21世紀がやってきた!」[1]。
- 誕生日[1]
- 正月[1]
- バレンタインデー[1]
- クリスマス[1]
- ボランティア[1]
- 時事ニュース - 「政治」ではなく「生活と文化」カテゴリにある[1]。

### 地域
- 海外[1]
- アジア[1]
- 北アメリカ[1]
- ラテンアメリカ[1]
- ヨーロッパ[1]
- アフリカ[1]
- オセアニア[1]

#### 日本
日本全国47都道府県別の公式「Yahoo!ルーム」が設置され、参加者の多い都道府県には複数の公式ルームがあった。
ユーザーが作成した地域ごとの「ユーザールーム」も多数あった。